# 鬼塚勝也

鬼塚 勝也（おにづか かつや、1970年3月12日 - ）は、日本の元プロボクサーで現在は画家として活躍中。福岡県北九州市出身。元WBA世界スーパーフライ級王者。愛称は「SPANKY（スパンキー）K」。

## 来歴
中学生の時からボクシングジムに通い始め高校で豊国学園ボクシング部に入部。2年生時にインターハイ・ライトフライ級で優勝。春休み時に単身上京。
自らの足で東京都内のボクシングジムを回る。この時ヨネクラボクシングジムでスパーリングしてもらった相手が後の日本タイトルマッチに挑戦した中島俊一である。協栄ボクシングジムではスパーリングの相手をしたプロ選手を倒したのを見てトレーナーの古口哲がジムにスカウトする。高校生の時にはボクシング部の練習もしながらジム通いも続け休日には他校の練習にも参加するほど練習好きであった。
高校在学中にプロテスト合格。一旦九州に戻り卒業式を終え18歳の誕生日に上京。4月18日プロデビュー。その時には1R KO勝で飾る。その後、プロテスト前から意気投合していた片岡鶴太郎がマネージャーとなる。

## プロボクサーとしての経歴
- 1988年4月18日、1R 1分53秒 KO勝ちでプロデビュー。以後3試合連続1R KO勝ち。当時世界タイトルマッチで来日していたWBCスーパーフライ級チャンピオン ヒルベルト・ローマンの公開スパーリングの相手を務める。
- 1989年2月27日、2R KO勝ちで全日本新人王決定戦 新人王獲得（技能賞）。
- 1990年5月22日、東洋チャンピオンと敵地で戦い7R TKO勝ちで世界ランク入り。
  - その後初のロサンゼルスキャンプでIBFバンダム級チャンピオン オルランド・カニザレスやWBC・IBF統一ライトフライ級チャンピオン ウンベルト・ゴンザレス（通称：チキータ）のスパーリングパートナーを務める。
  - 10月15日、日本スーパーフライ級王者・中島俊一に挑み、10R TKO勝ち。王座獲得に成功。その後、3度の防衛に成功。
- 1992年4月10日、無敗のまま世界初挑戦。カオサイ・ギャラクシーの引退・王座返上により空位となったWBAスーパーフライ級の王座決定戦に出場。タノムサク・シスボーベー（タイ）と対戦し、12回判定勝ちで王座獲得を果たすも、その判定に異議を唱える声が多く挙がり、「疑惑の判定」として物議を醸した。
- 9月11日、3度の世界挑戦経験を有する松村謙一を迎えての初防衛戦。5回TKO勝ちを収める。
- 12月11日、2度目の防衛戦。ランキング1位の指名挑戦者アルマンド・カストロ（メキシコ）と対戦。前王者のカオサイからダウンを奪ったこともある強打の挑戦者に初回、打ちおとすような右でぐらつくシーンもあったが打ち合いを好むチャレンジャーに接近戦を挑み打ち勝った。明らかに判定で上回っているにもかかわらず激しく打ち合う姿は賞賛され、この試合は鬼塚のベストバウトとも言われている。
- 以後、5度の王座防衛に成功（詳細後述）。
- カストロ戦などが評価されWBAよりスーパーチャンピオンと認定されスーパーチャンピオンベルトが贈られる。
- 1994年9月18日、6度目の防衛戦では1位の李炯哲と指名試合。1Rから一進一退の攻防が続き9R 2分55秒、挑戦者の連打を浴びレフェリーストップで初黒星。
  - 試合の翌日に網膜剥離により引退を表明。次の日に帝京大学病院に入院する。

## 戦績
- アマチュアボクシング：43戦38勝 (20KO・RSC) 5敗[1]
- プロボクシング：25戦24勝(17KO)1敗 - 6度の世界戦のうち3度がランキング1位の指名試合であった。

| 戦           | 日付           | 勝敗 | 時間 | 内容 | 対戦相手                 | 国籍       | 備考                                           |
| ------------ | -------------- | ---- | ---- | ---- | ------------------------ | ---------- | ---------------------------------------------- |
| 1            | 1988年4月18日  | ☆    | 1R   | KO   | 秋山昭次                 | 日本       | プロデビュー戦                                 |
| 2            | 1988年6月20日  | ☆    | 1R   | KO   | 加田智                   | 日本       |                                                |
| 3            | 1988年7月18日  | ☆    | 1R   | KO   | 伊藤茂                   | 日本       | 東日本スーパーフライ級新人王トーナメント予選   |
| 4            | 1988年9月19日  | ☆    | 3R   | KO   | 江州哲也                 | 日本       | 東日本スーパーフライ級新人王トーナメント予選   |
| 5            | 1988年11月9日  | ☆    | 3R   | KO   | 武良二                   | 日本       | 東日本スーパーフライ級新人王トーナメント準決勝 |
| 6            | 1988年12月21日 | ☆    | 6R   | 判定 | 池田光正                 | 日本       | 東日本スーパーフライ級新人王トーナメント決勝戦 |
| 7            | 1989年2月27日  | ☆    | 2R   | KO   | 坂本豊                   | 日本       | 全日本スーパーフライ級新人王決定戦             |
| 8            | 1989年5月15日  | ☆    | 2R   | KO   | 河西政夫                 | 日本       |                                                |
| 9            | 1989年8月21日  | ☆    | 4R   | KO   | 李相元                   | 韓国       |                                                |
| 10           | 1989年10月16日 | ☆    | 5R   | KO   | 金徳鉉                   | 韓国       |                                                |
| 11           | 1989年12月18日 | ☆    | 1R   | KO   | 安慶珉                   | 韓国       |                                                |
| 12           | 1990年3月19日  | ☆    | 1R   | KO   | 千葉ラピソ               | フィリピン |                                                |
| 13           | 1990年5月22日  | ☆    | 7R   | TKO  | 杉辰也                   | 日本       |                                                |
| 14           | 1990年10月15日 | ☆    | 10R  | TKO  | 中島俊一                 | 日本       | 日本スーパーフライ級タイトルマッチ             |
| 15           | 1990年12月17日 | ☆    | 1R   | KO   | 横山智彦                 | 日本       | 日本王座防衛1                                  |
| 16           | 1991年3月18日  | ☆    | 10R  | 判定 | 中島俊一                 | 日本       | 日本王座防衛2                                  |
| 17           | 1991年6月17日  | ☆    | 5R   | KO   | 北澤鈴春                 | 日本       | 日本王座防衛3                                  |
| 18           | 1991年11月4日  | ☆    | 7R   | TKO  | 朴賛雨                   | 韓国       |                                                |
| 19           | 1992年4月10日  | ☆    | 12R  | 判定 | タノムサク・シスボーベー | タイ       | WBA世界スーパーフライ級王座決定戦              |
| 20           | 1992年9月11日  | ☆    | 5R   | TKO  | 松村謙二                 | 日本       | WBA防衛1                                       |
| 21           | 1992年12月11日 | ☆    | 12R  | 判定 | アルマンド・カストロ     | メキシコ   | WBA防衛2                                       |
| 22           | 1993年5月21日  | ☆    | 12R  | 判定 | 林在新                   | 韓国       | WBA防衛3                                       |
| 23           | 1993年11月5日  | ☆    | 12R  | 判定 | タノムサク・シスボーベー | タイ       | WBA防衛4                                       |
| 24           | 1994年4月3日   | ☆    | 12R  | 判定 | 李承九                   | 韓国       | WBA防衛5                                       |
| 25           | 1994年9月18日  | ★    | 9R   | TKO  | 李炯哲                   | 韓国       | WBA王座陥落                                    |
| テンプレート |                |      |      |      |                          |            |                                                |

## 獲得タイトル
- 第13代日本スーパーフライ級（防衛3=返上）
- WBA世界スーパーフライ級王座（防衛5）

## 引退後
- 1999年6月には地元・福岡市にボクシングジム「スパンキーK・セークリット・ボクシングホール」を開設。
- 2011年1月には絵画初個展『RED CORNER』を東京のギャラリーで開催。オープニングでは大勢の来場者でにぎわった。
  - 5月『文化人、芸能人の多彩な美術展2011』に出展。
  - 10月『ベストジーニスト』受賞。ベストジーニストアワード授賞式にはデニムを貼付けたサンドバックと2Mの巨大な絵画を出展。
  - 11月『ベストデビュタントオブザイヤー（アーティスト部門）』特別賞受賞。授賞式にて絵画を出展。
- 2012年5月『文化人、芸能人の多彩な美術展2012』に出展。
- 2013年5月 ボクシングホールとストーンマーケットギャラリーの2会場にて個展を同時開催。
  - 5月『文化人、芸能人の多彩な美術展2013』に出展。
  - 12月 地元 北九州にてアート＆フォトコラボ展『FRIEND SHIP』を開催。
- 2014年5月『文化人、芸能人の多彩な美術展2014』に出展。
  - 8～9月 鬼塚勝也ファイティングアート展（福岡市内で20部屋を使った大規模な個展を開催）。
- 2015年2～3月 『続鬼塚勝也ファイティングアート展』（福岡市内で大規模な個展を開催）。
- 2015年5月 『文化人・芸能人の多才な美術展2015』に出展。

- 6月 STOMPIN’NITE GP BOWL－真我－LIVE会場にて絵画を展示。

- 2016年7月 『文化人・芸能人の多才な美術展2016』に出展。
- 2016年10月　 鬼塚勝也ファイティングアート展ボクシングホールで開催。
- 2018年12月　 鬼塚勝也ファイティングアート展ボクシングホールで開催。
- 2025年4月19日〜5月25日　鬼塚勝也ファイティングアート展、福岡県立美術館で開催。

## テレビ番組
- 『青春!島田学校』（TBSテレビ、若手時代に出演）
- 『あの人が今 言いたい事』（テレビ朝日、2017年7月1日）
- 『アウト×デラックス』（フジテレビ）
- 『のんある気分』https://www.suntory.co.jp/rtd/non-al/nondel/%5B%5D